# Rally for Democracy and Progress
Rally for Democracy and Progress (RDP) is een Namibische politieke partij. Ze ontstond in 2007 als een afsplitsing van Swapo. Ze vervult momenteel de rol van officiële oppositie en is na Swapo de grootste politieke partij van dit moment. Haar voorzitter is Hidipo Hamutenya.
RDP en regeringspartij Swapo staan vijandig tegenover elkaar. Vele Swapo-leden en het partijblad Namibia Today verwijzen metde term 'Radopa' naar RDP, wat mislukking betekent in het Oshiwambo.
In augustus 2012 werden drie leden kortstondig uit de partij gezet wegens 'subversieve activiteiten'. Het ging om Kandy Nehova, Peter Naholo en Mirjam Hamutenya. In mei 2013 waren er geruchten dat de partij geen geld meer zou hebben. Eind 2013 zal RDP een partij-congres organiseren. Bij de parlementsverkiezingen van 2014 behaalde de partij 3,5% van de stemmen; in 2009 was dat nog 11%. In juli 2015 werd Jeremiah Nambinga tot voorzitter benoemd. In 2017 werd hij na een motie van wantrouwen aan de kant gezet. Hiertegen spande hij een rechtszaak aan die hij won. In augustus 2018 trad hij echter terug als voorzitter.

## Ideologie
RDP is niet aangesloten bij een internationale beweging van andere politieke partijen, zoals Swapo en Congress of Democrats dat wel zijn. In de eerste jaren van het bestaan van RDP, kreeg de partij vaak het verwijt dat ze geen eigen standpunten heeft, buiten over kieshervormingen, en enkel kritiek heeft op de regering. In maart 2013 lanceerde ze uiteindelijk een document met haar beleidsalternatief. Dit werd echter als te laat beschouwd. In het beleidsdocument pleit ze voor een sociale markteconomie of gemengde economie met een systeem van sociale zekerheid, progressieve belastingen, onafhankelijke vakbonden en een gratis en gelijk onderwijs. Ook wil ze (voor een bepaalde termijn) een basisinkomen invoeren. Van mensenrechtenactivist Phil ya Nangoloh kreeg RDP de kritiek dat verzoening en het aanpakken van mensenrechtenschendingen niet in het document voorkomen.